# Задача Майєра
Зада́ча Ма́йєра  — варіаційна задача з рухомими кінцями і диференціальними зв'язками. Формулюється так: серед кривих {\displaystyle y(x)}, що задовольняють  диференціальним рівнянням
{\displaystyle x_{1}\leq x\leq x_{2},\ y=(y_{1},\ldots ,\,y_{n}),\ i=1,\ \ldots ,\ m,\ m<n}  і граничним умовам
{\displaystyle \varphi _{i}(x_{1},\ y(x_{1}))=0,\ i=1,\,,\ldots ,\ k,\ k\leq n+1\ \ \ (2)}
{\displaystyle \eta _{j}(x_{2},\ y(x_{2}))=0,\ j=1,\,,\ldots ,\ p,\ p\leq n+1\ \ \ (2)}
знайти таку криву, яка дає мінімум функціоналу
{\displaystyle I=g(x_{1},\ y(x_{1}),\ x_{2},\ y(x_{2}))}
При цьому функції {\displaystyle y}, {\displaystyle \Phi _{i}}, {\displaystyle \varphi _{i}}, {\displaystyle \eta _{j}}, {\displaystyle g} повинні задовольняти певним вимогам гладкості. Рівняння (2), (3) визначають в {\displaystyle n+1}мірному просторі деякі поверхні {\displaystyle S_{1}} і {\displaystyle S_{2}}. Одна з них (наприклад, {\displaystyle S_{1}}) може вироджуватися в точку. У цьому випадку задача Майєра є задачею з одним фіксованим і одним рухомим кінцями. Майєра задача збігається з задачею Больци, якщо в останній у функціоналі  функція {\displaystyle f\equiv 0}. Тоді і вся теорія задачі Больца повністю переноситься на задачу Майєра. Зокрема, для Майєра задачі справедливе правило множників і всі наслідки, що випливають з нього, — умови трансверсальности, рівняння Ойлера і умови Веєрштрасса — Ердмана для кутових точок. Якщо розглядати криві ({\displaystyle y_{1}(x),\ldots ,\,y_{n}(x)}), що задовольняють умови (1—3) і, крім того, умовам {\displaystyle y_{n}(x)=0} {\displaystyle y_{n}(x)\times (x_{2}-x_{1})=g}, і записати {\displaystyle I} у вигляді {\displaystyle I=\int \limits _{x_{1}}^{x_{2}}{y_{n+1}(x)}\ dx} то у такому вигляді Майєра задача еквівалентна задачі Лагранжа.
Ю. М. Данилін